# 埃普廷根

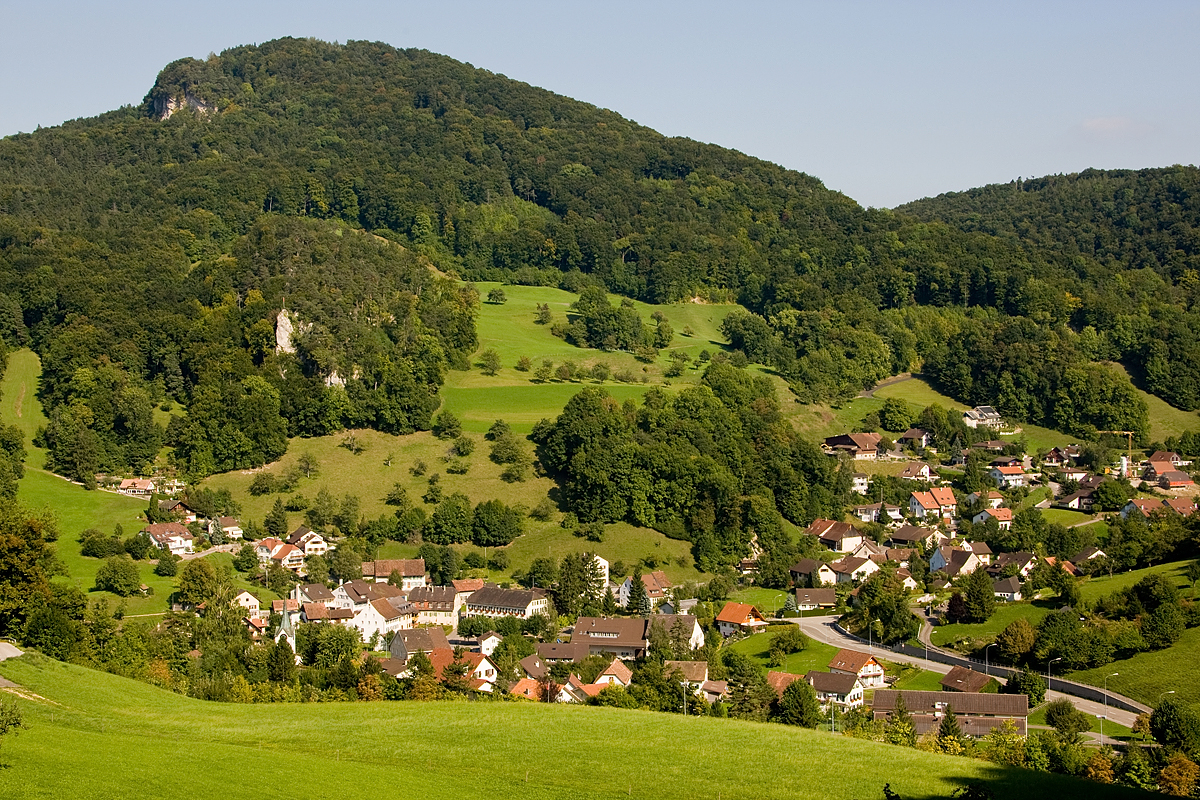

埃普廷根是瑞士的城鎮，位於該國北部，由巴塞爾鄉村州負責管轄，面積11.19平方公里，海拔高度568米，2012年人口520，六成半人口信奉基督教，人口密度每平方公里46人。

## 外部連結
- Official website （德文）